# Escrita da direita para a esquerda
Em um sistema de escrita da direita para a esquerda e de cima para baixo, a escrita inicia-se a partir do lado direito de uma página e continua em direção à esquerda. Em inglês é abreviado como sistema "RTL" (right-to-left script), em contraponto ao sistema "LTR" (left-to-right script), o mais usado atualmente.
O árabe, o hebraico, o persa e o urdu são os sistemas de escrita da direita para a esquerda mais difundidos nos tempos modernos. À medida que o uso da escrita árabe se espalhou, o repertório de 28 caracteres utilizado para escrever a língua árabe foi suplementado para acomodar os sons de outras línguas, como o persa e o pashto. Já o alfabeto hebraico é usado para escrever a língua hebraica e também outras línguas judaicas, como o iídiche. A maioria das escritas modernas usam a ordem da esquerda para a direita, mas as escritas africanas N'Ko (1949), Mende Kikakui (século XIX), e Adlam (1980) foram criadas em tempos modernos e são escritas da direita para a esquerda.
Vários idiomas utilizam tanto o sistema árabe da direita para a esquerda, quanto sistemas não árabes da esquerda para a direita. Por exemplo, a língua sindi é normalmente escrita com o sistema árabe e devanagari. Já o curdo pode ser escrito com o sistema árabe, latino, cirílico ou armênio.
A escrita da língua siríaca e mandeia são derivadas do aramaico e são escritas da direita para a esquerda. A escrita samaritana é semelhante, mas foi desenvolvida a partir do paleo-hebraico. Há muitos outros sistemas antigos e históricos que foram derivados do aramaico e herdaram a ordem da direita para a esquerda.

## Variantes LTR, RTL e bustrofédon
Exemplares de textos antigos que usavam alfabetos como o feniciano, gregoriano, e italiano antigo existem nas variantes de esquerda-para-direita, direita-para-esquerda, ou na ordem bustrofédon (onde se alterna a direção da escrita ao chegar no final das linhas); por essa razão não é sempre possível classificar alguns sistemas de escritas antigos como sendo puramente RTL (direita para a esquerda) ou LTR (esquerda para a direita).
Sistemas de escrita da direita para a esquerda também podem ser referidos como de cima para baixo e da direita para a esquerda (em inglês: top-to-bottom, right-to-left, ou TB-RL), tais como o chinês, japonês e coreano, embora estes também possam ser escritos da esquerda para a direita. Livros concebidos predominantemente para leitura de textos verticais TB-RL são lidos na mesma direção, como aqueles para textos horizontais RTL: a lombada do livro fica na direita e as páginas são numeradas da direita-para-esquerda.

## Lista de sistemas de escrita da direita para a esquerda
Exemplos de sistemas de escritas RTL (com o código ISO 15924 correspondente entre parênteses):

### Sistemas de escritas atuais
- Escrita árabe(Arab 160, Aran 161) – usado no árabe, persa, urdu e outros idiomas.
- Alfabeto hebraico (Hebr 125) – utilizado no hebraico, iídiche e outras línguas judaicas.
- Alfabeto siríaco (Syrc 135, variantes 136-138 Syrn Syrj Syre) – usado para variantes da língua siríaca.
- Alfabeto samaritano (Samr 123) – divide origens com o hebraico.
- Escrita mandeia (Mand 140) – divide origens com siríaco, usado na língua mandeia.
- Thaana (Thaa 170) – usado na língua Dhivehi.
- Mende Kikakui (Mend 438) – Usado em Sierrra Leoa. Concebido por Mohammed Turay e Kisimi Kamara, no final do século XIX. Atualmente só é usado por cerca de 500 pessoas.
- Alfabeto N'Ko (Nkoo 165) – elaborado para as línguas manding da África Ocidental.
- Adlam (Adlm 166) – concebido na década de 1980 para a escrita das línguas fula da África Ocidental e Central.

### Sistemas antigos
- Silabário cipriota (Cprt 403) – antecede a influência fenícia.
- Alfabeto fenício (Phnx 115) – precursor do hebraico, aramaico e grego.
- Alfabeto aramaico imperial (Armi 124) – divide origens com o hebraico e fenício. Foi espalhado pelos impérios Neoassírio e Aquemênida. A forma de escrita Palmyrene (Palma 126) também foi usada para escrever em aramaico.
- Antigo Arábe do Sul (Sarb)
- Antigo Árabe do Norte (Narb)
- Escritas pálavi (130-133: Prti Phli Phlp Phlv) – derivada do aramaico.
- Alfabeto avéstico (Avst 134) – derivado do pálavi, com adição de letras. Utilizado para registrar os textos sagrados do Zoroastrismo durante a era Sassânida.
- Sogdiano (sem código), e maniqueia (Mani 139, associada com a religião maniqueísta) – derivado do siríaco. O sogdiano deu origem às escritas verticais como o antigo uigur, o mongol e o manchu.
- Escrita nabateia (Nbat) – intermediário entre o siríaco e o árabe.
- Caroste (Khar 305) – um antigo sistema de escrita da Índia, derivado do aramaico.
- Alfabeto de Orcom (turco antigo)  (Orkh 175), e Runas húngaras (hungáro antigo) (Hung 176).
- Antigas escritas itálicas (Ital 210) –  Etrusco, umbro, osco, e faliscano eram escritos da direita para a esquerda. O Unicode trata o itálico antigo no formato da esquerda para a direita, para corresponder ao uso moderno.[1]
- Alfabeto lydiano (Lydi 116) – alguns textos são da esquerda para direita ou bustrofédon.

## Suporte computacional
O sistema da direita para esquerda, de cima para baixo, é disponibilizado em softwares regulares para o consumidor. Na maioria das vezes, porém, este suporte tem de ser ativado explicitamente. Textos da direita para a esquerda podem ser misturados com textos da esquerda para a direita, formando os chamados textos bi-direcionais.